# (196) Filomela
(196) Filomela és un asteroide que forma part del cinturó d'asteroides i va ser descobert per Christian Heinrich Friedrich Peters des de l'observatori Litchfield de Clinton, als Estats Units d'Amèrica, el 14 de maig de 1879.
Està anomenat en referència a Filomela, un personatge de la mitologia grega.
Philomela està situat a una distància mitjana de 3,112 ua del Sol, i pot apropar-se fins a 3,051 ua. La seva inclinació orbital és 7,26° i l'excentricitat 0,01959. Empra 2.006 dies a completar una òrbita al voltant del Sol.